# Paulo Chávez
Paulo César Chávez (Guadalajara, 7 gennaio 1976) è un ex calciatore messicano, di ruolo centrocampista.